# هيويل ددا

خريطة لإمتداد سلطة هيويل ددا
دهيوبارث, إمارة هيويل ددا
الجمع الذي يشكل مورغانوغ

كان هيويل ددا (بالإنجليزية: Hywel the Good) أو هيويل أب كادل (حوالي 880-950) ملك دهيوبارث الذي جاء لحكم معظم ويلز. أصبح الملك الوحيد لسيسيلوج في عام 920 ، وبعد ذلك بفترة قصيرة أسّس دهيوبارث، وشرع في السيطرة على البلد بأكمله من برستاتن إلى بيمبروك. بصفته سليلًا لرودري ماور من خلال والده كادل ، كان هيويل عضوًا في فرع دينفور من الأسرة الحاكمة. تم تسجيله كملك البريطانيين في حوليات كامبريا وحوليات أولستر.
يحظى هيويل بتقدير كبير بين الحكام الويلزية الأخرى في العصور الوسطى. يرتبط اسمه بشكل خاص بتدوين القانون الويلزي التقليدي، والذي كان يُعرف منذ ذلك الحين باسم قوانين هيويل ددا. يشير الجزء الأخير من اسمه (ددا، وتعني "جيد") إلى حقيقة أن قوانينه كانت عادلة وجيدة. يرى المؤرخ دافيد جنكينز الرحمة في القوانين وليس العقاب، والكثير من الحس السليم والاعتراف بحقوق المرأة. كان هيويل ددا رجلًا بالغ التعلّم حتى بالمعايير الحديثة، ولديه معرفة جيدة باللغة الويلزية واللاتينية والإنجليزية.
أطلق على مبنى المكاتب والمنزل الأصلي لجمعية ويلز الوطنية اسم تو هيويل ("منزل هيويل") تكريماً لهيويل ددا. تستخدم قاعة التجميع الأصلية، المعروفة الآن باسم سيامبر هيويل ("غرفة هيويل") ، في الدورات التعليمية ولمناقشات الأطفال والشباب. مجلس الصحة المحلي في جنوب غرب ويلز يحمل اسمه أيضًا.

## بداية حياته
وُلد هيويل حوالي عام 880[بحاجة لمصدر]، ابن الملك كادل في سيسيلوج. كان لديه أخ، كلايدوغ، الذي ربما كان أصغر من سنتين. اشتهر هيويل فيما بعد بتزوجه من إلين، الوريثة المفترضة للملك ليوارش من دايفيد، والذي تم استخدامه فيما بعد لتبرير حكم أسرته على تلك المملكة.
تم تثبيت والد هيويل كادل كملك سيسيلوج من قبل والده، رودري العظيم من غوينيد، بعد غرق آخر ملك في الخط التقليدي، غوغون، في 872. بعد وفاة غوغون، أصبح رودري زوج أخت الملك الميت أنجارد ، مضيفًا لمملكته. هذا لم يعط رودري أي مكانة للمطالبة بملكية سيسيلوغ نفسه، لكنه كان قادرًا على تثبيت ابنه كاديل كملك موضوعي. توفي كاديل حوالي عام 911، ويبدو أن أراضيه في سيسيلوج انقسمت بين ولديه هيويل وكيدوغ.

## حكمه
ربما سيطر هيويل بالفعل على دايفيد في الوقت الذي تولى فيه أرض أبيه في سرديجون. لم يتم تسجيل أي ملك بعد وفاة لوارش في عام 904، وربما كان زواج هيويل من وريث لوارش الوحيد الباقي على قيد الحياة قد ضمّن أن المملكة جاءت في يديه. يبدو أن هيويل وكيدوغ قد حكما سيسيلوج معًا بعد وفاة والدهما وخضعا معا وبالاشتراك إلى إدوارد الكبير من إنجلترا في عام 918. ومع ذلك، توفي كيدوغ في عام 920، ومن الواضح أنه ترك المجال كله لهيويل. سرعان ما ضم هيويل سيسيلوج ودايفيد في عالم واحد يعرف باسم دهيوبارث. وأصبح هذا أول حدث مهم في عهده.
في 926 أو 928 قام هيويل بالسفر إلى روما، ليصبح أول أمير ويلزي يقوم بمثل هذه الرحلة وعاد. عند عودته أقام علاقات وثيقة للغاية مع أثيلستان إنجلترا. منذ البداية كانت نية أثلستان هي ضمان خضوع جميع الملوك الآخرين في بريطانيا. على نحو غير عادي، اغتنم هيويل الخضوع إلى إنجلترا واستخدمه لصالحه كلما أمكن ذلك. في وقت لاحق من حكمه، تمكن من تعزيز ارتباطه الوثيق بأثيلستان والتاج الإنجليزي بشكل كبير في طموحاته داخل ويلز.
في 942، عزم ابن عم هيويل, إدوال فويل، ملك غوينيد, على التخلص من السيادة الإنجليزية وحمل السلاح ضد الملك الإنجليزي الجديد، إدموند. قُتل إدوال وشقيقه إليسيد في معركة ضد قوات إدوين. وفقًا للعرف العادي، كان يجب أن ينتقل تاج إدوال إلى أبنائه، لكن هيويل تدخّل. لقد أرسل إياغو وإياف إلى المنفى ورسخ نفسه حاكماً على غويند، والذي من المحتمل أن يكون قد وضعه في سيطرة على مملكة بوويز التي كانت تحت سلطة غوينيد. على هذا النحو، أصبح هيويل ملكًا لكل ويلز تقريبًا باستثناء مورغانوغ وغونت في الجنوب.
في 943 توفيت زوجة هيويل، إلين.
كانت فترة حكم هيويل عنيفة، لكنه توصل إلى تفاهم مع أثيلستان من إنجلترا حيث حكم أثيلستان وهيويل جزءًا من ويلز بشكل مشترك. كانت هذه هي العلاقة بين الدول المجاورة التي تمكن هيويل من استخدام نعناع أثيلستان في تشستر لإنتاج بنسات الفضة الخاصة به.

## ميراثه

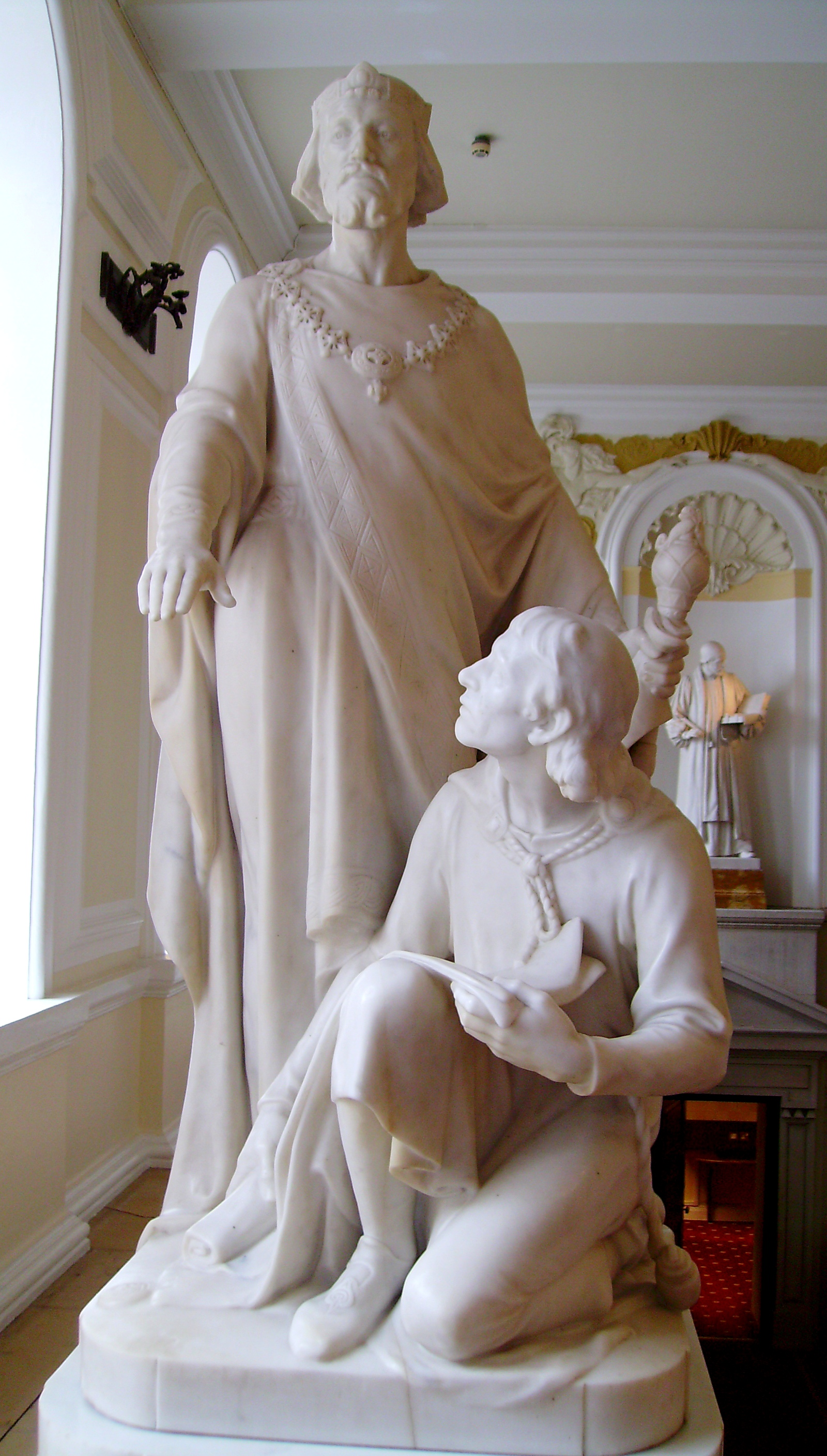
تمثال هيويل ديدا في قاعة مدينة كارديف

بعد وفاة هيويل في عام 948، سرعان ما انقسمت مملكته إلى ثلاثة أقسام. تم استعادة غويند من قبل أبناء إدوال فويل، في حين تم تقسيم دهيوبارث بين أبناء هيويل.

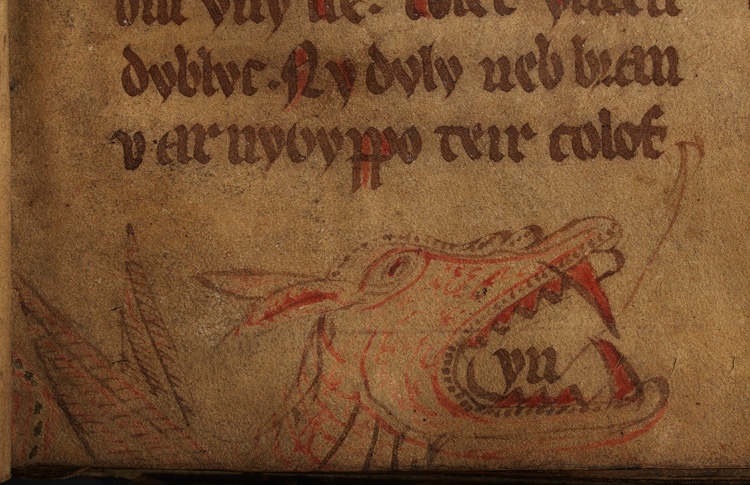
نص الويلزية لقوانين هيويل ددا من القرن الرابع عشر

يرتبط اسم هيويل بقوانين ويلز في العصور الوسطى، والتي تعرف باسم قوانين هيويل ددا (بالويلزية: Cyfraith Hywel). لا يمكن تأريخ أي من المخطوطات القانونية في عهد هيويل، لكن اسم هيويل مذكور في مقدمة القوانين. وهذه المقدمة تصف كيف قام هيويل بتجميع محامين وكهنة من كل فرقة في ويلز معًا في البيت الابيض على الدف (التي يُعتقد أنها كانت قريبة من وايتلاند، كارمارثينشاير) من أجل مراجعة قوانين ويلز وتدوينها. تطول القصة في المقدمة مع مرور الوقت، مع مزيد من التفاصيل في الإصدارات الأحدث من المقدمة. يبدو من غير المرجح أن يكون هذا الاجتماع قد عقد بالفعل، وكان الغرض من مقدماته هو التأكيد على الأصل الملكي والمسيحي وخلفية القوانين، وذلك في مواجهة نقد القوانين من خارج ويلز خاصة أثناء فترة جون بيكهام رئيس الاساقفة في مدينة كانترباري. ومع ذلك، ظلّ اسمه مرتبطًا بالقانون الويلزي الذي ظلّ قيد الاستخدام الفعلي في جميع أنحاء ويلز حتى الموعد المحدد لتنفيذ القوانين في ويلز قانون 1535-1542 لهنري الثامن ملك إنجلترا الذي أكد نزوله الملكي عن طريق خط الدم من رودري ماور عبر هيويل ددا.
تختلف الآراء حول دوافع الارتباط الوثيق بين هيويل ومحكمة أثلستان. ادّعى جون إدوارد لويد أن هيويل كان من معجبي وسكس، بينما دي.بي.كيربي يقترح أنه ربما كان من فعل براغماتي الذي أدرك حقائق القوة في بريطانيا في منتصف القرن العاشر. من الجدير بالذكر أنه أعطى أحد أبنائه اسمًا أنجلو سكسون، وهو إدوين. من الواضح أن سياساته فيما يتعلق بإنجلترا لم تكن لتذوق جميع رعاياه. كان لأثلستان وهيويل مصالح مماثلة. كلاهما طور عملة معدنية؛ كان كلاهما مملكة؛ كلاهما يعزى كتاب القانون. كان هيويل على علم بالقوة الأكبر وانضم إليها.
دعت قصيدة اللغة الويلزية بعنوان آرمز بريدن، والتي اعتبرها السير إيفور ويليامز في دهيوبارث في عهد هيويل، الويلزية للانضمام إلى كونفدرالية تضم جميع الشعوب غير الإنجليزية لبريطانيا وإيرلندا لمحاربة السكسونيين. قد تكون القصيدة مرتبطة بتحالف الممالك الإسكندنافية والسلتية التي تحدت أثيلستان في معركة برونانبوره عام 937. لم تنضم أي قوات ويلز إلى هذا التحالف، وربما كان هذا بسبب تأثير هيويل. ومن ناحية أخرى، لم يرسل قوات لدعم أثلستان.

## أطفاله
- أوين
- رودري
- إدوين
- أنغاراد

### اقتباسات
1. ↑  Hanes Cymru by John Davies, Penguin Books; Page 85
2. 1 2 3  Hanes Cymru by John Davies, Penguin Books; Page 86
3. 1 2  Koch, p. 945.
4. 1 2  Lloyd, p. 325.
5. 1 2 3  Lloyd, p. 333.
6. ↑  Lloyd, pp. 333–334.
7. 1 2 3  "Chronicle of the Princes". Archaeologia Cambrensis. 3. W. Pickering. ج. X: 20–25. 1864. مؤرشف من الأصل في 2020-04-09 – عبر Google Books.
8. ↑  Lloyd, p. 334.
9. ↑  Lloyd, p. 335–336.
10. ↑  Lloyd, p. 336.
11. ↑  Lloyd, pp. 337–338.
12. ↑  Hanes Cymru by John Davies, Penguin Books
13. ↑  جون إدوارد لويد (1911). A history of Wales: from the earliest times to the Edwardian conquest. Longmans, Green & Co.
14. ↑  D. P. Kirby, Hywel Dda: Anglophile?, Welsh Historical Review, 8 (1976-7)